# Peter Storey
Peter Storey (Farnham, 7 settembre 1945) è un ex calciatore inglese.
È stato un famoso calciatore dell'Arsenal.

## Palmarès

### Club

#### Competizioni nazionali
- Campionato inglese: 1

Arsenal: 1970-1971
- Coppa d'Inghilterra: 1

Arsenal: 1970-1971

#### Competizioni internazionali
- Coppa delle Fiere: 1

Arsenal: 1969-1970